# Ulrich Torggler
Ulrich Torggler (* 1970 in Wien) ist ein österreichischer Rechtswissenschaftler.

## Leben
Von 1988 bis 1993 studierte er Rechtswissenschaften an der Universität Wien (1993 Sponsion zum Mag. iur.). Von 1993 bis 1996 absolvierte er ein Doktoratsstudium der Rechtswissenschaften an der Universität Wien (1996 Promotion zum Doktor der Rechtswissenschaften). Von 1995 bis 1996 absolvierte er ein LL.M.-Studium an Cornell Law School (1996 Graduierung zum Master of Laws (LL.M.) an der Cornell Law School). Nach der Erteilung der Lehrbefugnis 2009 für das Fach Unternehmens- und privates Wirtschaftsrecht (Handels-, Gesellschafts- und Wertpapierrecht, Wettbewerbsrecht und Immaterialgüterrecht) ist er seit 2011 Professor für Unternehmensrecht unter der besonderen Berücksichtigung der Verschränkung mit dem allgemeinen Zivilrecht am Institut für Unternehmens- und Wirtschaftsrecht der Universität Wien.
Seine Forschungsschwerpunkte sind (allgemeines) Unternehmensrecht, insbesondere Firma, Unternehmensübertragung, Vollmachten, Rechnungslegung, Gesellschaftsrecht, insbesondere Personen- und Kapitalgesellschaften, Umgründungen, Corporate Governance und Privatstiftungsrecht.
2009 wurde Torggler mit dem Kardinal-Innitzer-Förderungspreis für Rechts- und Staatswissenschaften ausgezeichnet.

## Schriften (Auswahl)
- Abschied vom Handelsrecht? Zum Entwurf eines Unternehmensgesetzbuchs. Wien 2005, ISBN 3-214-00129-9.
- Treuepflichten im faktischen GmbH-Konzern. Zum Minderheitenschutz in der abhängigen GmbH. Wien 2007, ISBN 3-214-08993-5.
- Die Verbandsgründung. De lege lata betrachtet. Gründungsschritte und Vorgesellschaftsproblematik bei rechtsfähigen Gesellschaften. Wien 2009, ISBN 978-3-214-00633-4.
- Gesellschaftsrecht. AT und Personengesellschaften. Wien 2013, ISBN 978-3-7046-6509-6.